# Radiospongilla cerebellata
Radiospongilla cerebellata är en svampdjursart som först beskrevs av James Scott Bowerbank 1863.  Radiospongilla cerebellata ingår i släktet Radiospongilla och familjen Spongillidae. Inga underarter finns listade i Catalogue of Life.